# 南阿拉伯酋长国联邦
南阿拉伯酋长国联邦（阿拉伯语：اتحاد إمارات الجنوب العربي）是大英帝国的一个保护国，位于南也门。

## 历史
1959年，原属于亚丁保护国的6个苏丹国、酋长国和谢赫国组建了“南阿拉伯酋长国联邦”，并于英国签署了《友好和保护条约》，详细规定由英国提供财政与军事支持。
后又有9个苏丹国和谢赫国拉入联邦。1962年4月4日改名为“南阿拉伯联邦”。

## 创始成员国
- 法德里苏丹国（英语：Fadhli Sultanate）
- 奥达里苏丹国（英语：Audhali）
- 贝汉酋长国（英语：Emirate of Beihan）
- 达拉酋长国（英语：Emirate of Dhala）
- 下亚法苏丹国（英语：Lower Yafa）
- 上奥拉基谢赫国（英语：Upper Aulaqi Sheikhdom）

## 后来加入的成员国
- 阿拉维谢赫国（英语：Alawi Sheikhdom）
- 阿克拉比谢赫国（英语：Aqrabi）
- 达西奈谢赫国（英语：Dathina）
- 豪沙比苏丹国（英语：Haushabi）
- 拉赫季苏丹国
- 下奥拉基苏丹国（英语：Lower Aulaqi Sultanate）
- 穆夫利希谢赫国（英语：Maflahi）
- 沙伊布谢赫国（英语：Shaib）
- 巴尔哈夫瓦赫迪苏丹国（英语：Wahidi Balhaf）

## 延伸阅读
- Paul Dresch. A History of Modern Yemen. Cambridge, UK: Cambridge University Press, 2000.
- R.J. Gavin. Aden Under British Rule: 1839－1967. London: C. Hurst & Company, 1975.
- Tom Little. South Arabia: Arena of Conflict. London: Pall Mall Press, 1968.